# Narzisstische Gewalt
Narzisstische Gewalt (auch: narzisstischer Missbrauch) im engeren Sinne bezeichnet eine spezielle Form der emotionalen Gewalt narzisstischer Eltern an ihren Kindern, die diese darin behindert, eigene Wünsche und Gefühle zu entwickeln, und stattdessen auf die Erhöhung des elterlichen Selbstwertes abzielt. Der Begriff entstand im späten 20. Jahrhundert in den Arbeiten von Alice Miller und anderer Neopsychoanalytiker.
In den letzten Jahren wurde der Begriff häufig breiter verwendet für jede Gewalt, die von einem narzisstischen Menschen ausgeht, insbesondere in Beziehungen unter Erwachsenen. Die Selbsthilfe-Bewegung rezipiert, dass jemand, der als Kind narzisstische Gewalt von einem Elternteil erfahren hat, im späteren Leben zu Co-Abhängigkeit neigt. Ein Erwachsener, der sich in einer Beziehung zu einem Narzissten befindet, kann womöglich die Besonderheit der narzisstisch-co-abhängigen Beziehung nicht erkennen.

## Ursprünge des Konzepts bei Ferenczi
Die Wurzeln der Erforschung narzisstischer Gewalt gehen zurück auf das Spätwerk des ungarischen Neurologen und Psychoanalytikers Sándor Ferenczi. In seinen Versuchen jenen Patienten zu helfen, die von anderen Psychoanalytikern als untherapierbar eingestuft wurden, liegen die Ursprünge modernen psychoanalytischen Theorien, etwa zur Schizoiden, Narzisstischen oder Borderline-Persönlichkeitsstörung. Ferenczi untersuchte auch die Verflechtungen in der Therapeut-Patienten-Beziehung und bezichtigte sich selbst der sadistischen (und implizit narzisstischen) Gewalt gegenüber seinen Patienten.

## Narzisstische Gewalt in der Eltern-Kind-Beziehung

### Kohut, Horney und Miller
Ein halbes Jahrhundert später kündigte der US-amerikanische Psychoanalytiker Heinz Kohut an, dass das Zeitalter des „gewöhnlichen Narzissmus“ und der „gewöhnlichen narzisstischen Anspruchshaltung“ erreicht sei – das Zeitalter der normativen Verfügung über narzisstische Bestätigung – und damit auch der Kehrseite: narzisstische Gewalt. Nach Kohut liegt die Missdeutung der kindlichen Signale durch die narzisstische Mutter in ihrer Unfähigkeit des Spiegelns begründet. Diese elterliche Missdeutung kann im Kind dieselben Resultate erzeugen: Kohut berichtete beispielsweise von der Übernahme von Schuld durch einen Sohn, dessen Vater die Gefühle des Kindes nicht gespiegelt hat und stattdessen mit der Erhöhung seines Selbst beschäftigt war und daher nicht auf die Einzigartigkeit seines Sohnes geantwortet hat.
Karen Horney untersuchte unabhängig davon eine Störung, charakterisiert durch das zwanghafte Streben nach Anerkennung und Macht, die aus Verletzungen durch elterlichen Narzissmus und emotionale Gewalt in der Kindheit entsteht. Damit bereitete sie die Grundlagen für die aktuelle Forschung von Alice Miller und anderen.
Alice Miller legt den Schwerpunkt ihrer Arbeit auf den Prozess der Reproduktion narzisstischer Gewalt in der Eltern-Kind-Beziehung. Liebesbeziehungen und die Beziehung eines narzisstischen Menschen zu seinen Kindern seien Wiederholungen früherer narzisstischer Verflechtungen. Millers frühere Arbeit orientiert sich an Kohuts Ausführungen zu einem Defizit der Eltern an Empathie und des Spiegelns und widmet sich verstärkt den Strategien von Erwachsenen, die narzisstische Verletzung der eigenen Kindheit durch transgenerationale Weitergabe narzisstischer Gewalt wiederholen. Nach Miller können Kinder, die zum Zweck der elterlichen Selbsterhöhung benutzt würden, eine erstaunliche Fähigkeit entwickeln, dieses Bedürfnis der Eltern unterbewusst wahrzunehmen und daraufhin die Rolle anzunehmen, die ihnen unbewusst zugesprochen wurde.
Millers Arbeit, die sich auf die Eltern-Kind-Interaktion im Alltagsleben richtete, forderte das Freudianische Theorem des Ödipuskonfliktes heraus und klagte in den 1980er Jahren, als ‚Missbrauch‘ zu einem gesellschaftlichen Stichwort wurde, die moralische und pädagogische Untermauerung der klassischen Psychoanalyse an.

### Weitere Entwicklungen
Seit den 1980er Jahren setzte sich eine pragmatischere Version des Konzeptes der narzisstischen Gewalt in weiten Bereichen der Psychotherapie durch.
- Post-Junganer haben die narzisstische Wunde ergründet, die von einem unterdrückend unempathischen Elternteil ausgeht.[13] Insbesondere Polly Young-Eisendrath betont, wie das narzisstische Verlangen von Müttern (oder Vätern), durch ihre Kinder Anerkennung zu erlangen, zu drastischen Ergebnissen für Mutter und Kind führen kann, wenn beide ihre Fähigkeit zur autonomen Entwicklung verlieren.[14]
- Die Objektbeziehungstheorie betont, dass ein Fehlen emotionaler Erreichbarkeit von Mutter oder Vater zu den traumatisierendsten Erlebnissen gehört, und dass Menschen, die von tyrannischen autoritären Eltern erzogen wurden, gleich einem intergenerationellen Muster, ihre Kinder häufig auf dieselbe Weise erziehen.[15] Der britische Psychotherapeut Adam Phillips fügt hinzu, dass eine Mutter, die in ihrem Kind jede Autonomie und Verschiedenheit erstickt, in ihm häufig das unbewusste Verlangen nach Rache ansiedelt.[16]
- In einem anderen Ansatz erklärt Julia Kristeva, wie Eltern, die ihr Kind überbehüten, es als künstliches Glied ihrer Selbst behandeln und es zur Stabilisierung ihrer eigenen Psyche einsetzen, in ihm ein Gefühl von Allmacht nähren.[17]
- M. Scott Peck untersuchte mildere, aber trotzdem destruktive Formen des elterlichen Narzissmus, sowie die Tiefe der Verwirrung, die durch den Narzissmus seiner Mutter bei ihm selbst hervorgerufen wurde.[18]
- Der Begriff narzisstische Gewalt tauchte auch in Verbindung mit Eltern-Kind-Entfremdung auf, wobei durch Rollenumkehr (Parentifizierung) das Kind wie ein „lebendiges Antidepressivum“ die emotionale Leere des entfremdenden Elternteils ausfüllt. Als Ergebnis klammert sich der Elternteil an das Kind wie ein Ertrinkender.[19]
- Im 21. Jahrhundert behandelt die Transaktionsanalyse Klienten, die narzisstische Gewalt in der Kindheit (also eine Verletzung des sich entwickelnden Selbst) erfahren hatten.

Lediglich die klassische Psychoanalyse hat die engere, pre-Ferenczi’sche Bedeutung narzisstischer Gewalt beibehalten. Im Comprehensive Dictionary of Psychoanalysis von 2009 taucht der Begriff nur einmal in Verbindung mit einem Missbrauch des therapeutischen Sofas für narzisstische Bestätigung auf: Der Fakt, dass diese von einigen Klienten und Therapeuten als „Statussymbol“ gesehen werde, mache sie zu einem möglichen Werkzeug narzisstischen Missbrauchs.

## Narzisstische Gewalt in Beziehungen unter Erwachsenen
Narzisstische Gewalt taucht auch in Beziehungen unter Erwachsenen auf, insbesondere in Partnerschaften und am Arbeitsplatz. Der Narzisst sucht einen erfolgreichen (unabhängigen, gebildeten und attraktiven) und empathischen Partner, um Bewunderung für die eigenen Eigenschaften sowie Macht und Kontrolle zu erhalten – die narzisstische Bestätigung (englisch: narcissistic supply, narcissistic feed). Die narzisstische Person erzeugt durch ihre Psychodynamik eine Täter-Opfer-Beziehung, die zu einer traumatischen Bindung führt, die es dem Partner erschwert, die zunehmend gewalthafte Beziehung zu verlassen. Co-Abhängige suchen vorsätzlich Beziehungen zu Narzissten.
Die Beziehungen der narzisstischen Persönlichkeit sind charakterisiert von einer Periode intensiver Werbung (englisch: love bombing) und Idealisierung des neuen Partners, gefolgt von einer schleichenden Abwertung und einem schnellen Fallenlassen des Partners. Statt des Fallenlassens kann sich dieses Szenario auch wiederholen, indem die Kommunikation mit der co-abhängigen Person zunächst eingestellt wird und sie dann durch Liebesbeweise und Versprechungen zurück in die Beziehung geködert wird. Zu Beginn der Beziehung (oder eines neuen Zyklus’) zeigt der Narzisst dem Partner nur ein ideales Selbst mit Pseudo-Empathie, Liebenswürdigkeit und Charme. Hat sich der Partner auf die Beziehung eingelassen (Hochzeit, Geschäftsbeziehung), zeigt sich allmählich das authentische Selbst des narzisstischen Partners.
Die narzisstische Gewalt beginnt mit herabsetzenden Kommentaren und entwickelt sich zu Verachtung, wobei absichtliches Ignorieren, Seitensprünge, Triangulierung, Sabotagen und manchmal körperliche Gewalt entstehen können. Grundlegend für diese Taten sind eine Anspruchshaltung und ein niedriger Selbstwert. Gefühle der Unzulänglichkeit werden auf das Opfer projiziert. Wenn sich die narzisstische Person unattraktiv fühlt, wird sie das Aussehen des Partners herabsetzen. Macht der Narzisst einen Fehler, wird er die Schuld des Partners daran feststellen. Narzisstische Persönlichkeiten begehen auch heimtückische, manipulative Gewalt (Gaslighting), in deren Folge das Opfer die eigene Wahrnehmung in Frage stellt. Eine weitere Gewaltform ist die öffentliche Bloßstellung des Opfers, wobei der Narzisst nur einen scheinbar neutralen Kommentar macht, allerdings in der Absicht, das Opfer anzugreifen. Jede Kritik am Narzissten, entweder tatsächlich ausgesprochen oder von ihm nur so wahrgenommen, ruft eine narzisstische Kränkung und eine vollkommene Leugnung, wohl möglich mit einem Wutanfall oder späterer Rache wie versteckter Sabotage (Streuen von Gerüchten, Verweigern der Kommunikation, Verstecken von Gegenständen etc.), hervor.
Narzisstische Personen stoßen ihre Partner häufig schnell ab, sobald sie narzisstische Bestätigung aus einer neuen Quelle gefunden haben. In Partnerbeziehungen kann die narzisstische Bestätigung auch durch Affären abgedeckt werden. Der neue Partner wird vollkommen idealisiert und bekommt zunächst nur das ideale Selbst des Narzissten zu sehen. Narzissten übernehmen nicht die Verantwortung für Beziehungsprobleme und zeigen keine Gefühle der Reue. Stattdessen sehen sie sich selbst als Opfer der Beziehung, da der Partner ihre Erwartungen nicht erfüllen konnte.